# قانون اساسی پرتغال

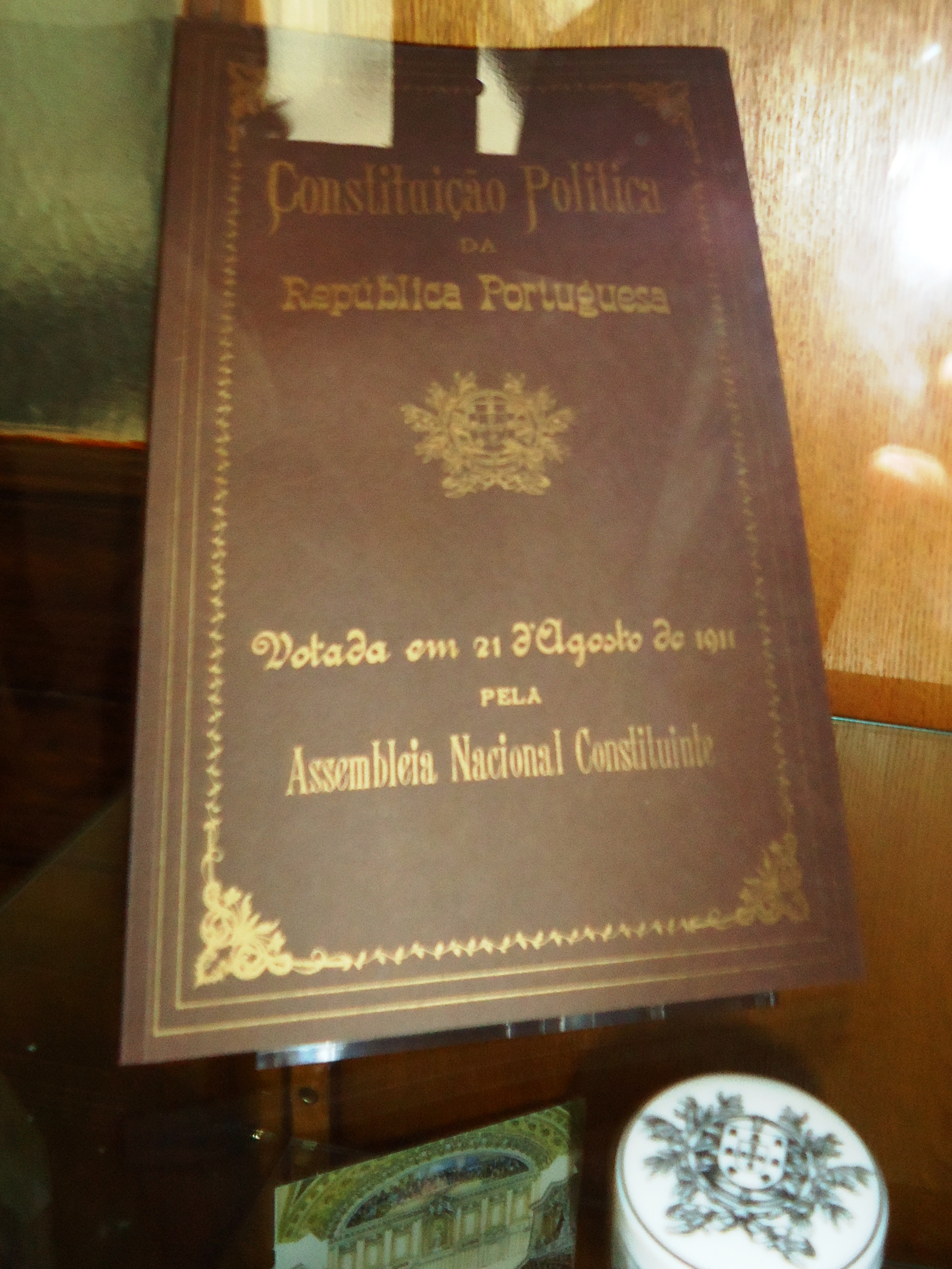
کتاب قانون اساسی کشور پرتغال ۱۹۱۱

قانون اساسی پرتغال عالی‌ترین قانون پرتغال است. قانون اساسی کنونی در سال ۱۹۷۶ بعد از انقلاب میخک به تصویب رسید. پیش از تصویب این قانون اساسی، در دوره‌های زمانی متفاوت پرتغال دارای قانون‌های اساسی دیگر بود. از این قانون‌های اساسی می‌توان به قانون ۱۸۲۲ (بعد از انقلاب لیبرال ۱۸۲۰)، ۱۸۳۸ (پس از جنگ‌های لیبرال)، ۱۹۱۱ (پس از انقلاب ۵ اکتبر ۱۹۱۰) و در سال ۱۹۳۳ (بعد از کوتای ۲۸ مه ۱۹۲۶) اشاره کرد.